# Festival Nacional de Esportes do Japão

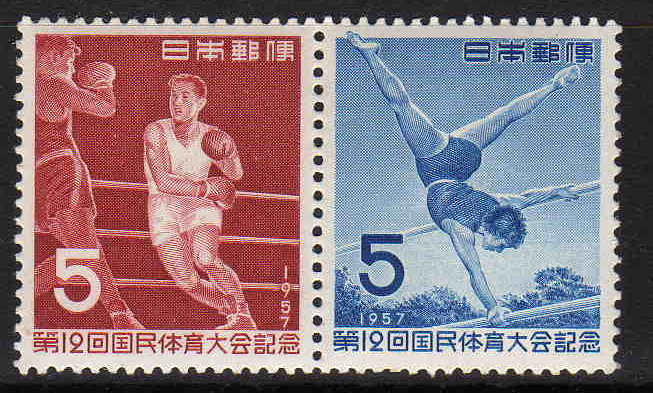
selos do Festival Nacional de Esportes do Japão.

Festival Nacional de Esportes do Japão (国民体育 Kokumin Taiiku Taikai) é o principal evento desportivo do Japão de nível nacional que se realizou em um ano de intervalo. O nome abreviado é Kokutai (国体). Os próximos jogos são o 64o Festival Nacional de Esportes do Japão (Tokimeki Niigata Kokutai (トキめき新潟 Tokimeki Niigata kokutai) E será realizada em outubro de 2009 em Niigata Prefeitura.

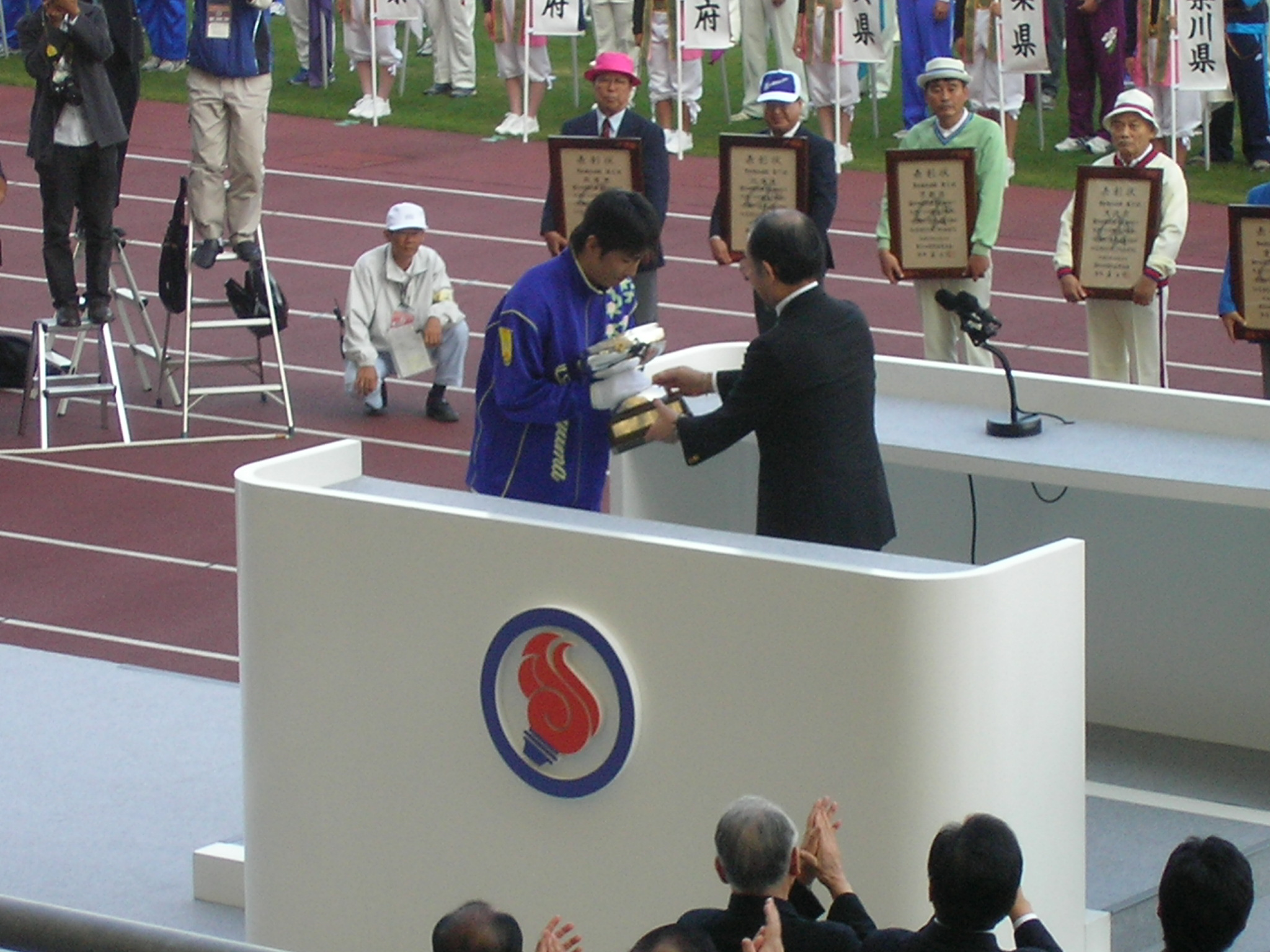
60ª Cerimónia de Encerramento.

MEJIRON mascote de 2008.

## Copa do Imperador e Imperatriz
| Ano  | Anfitrião                   | Copa do Imperador | Copa Imperatriz |
| ---- | --------------------------- | ----------------- | --------------- |
| 1946 | Osaka-Kobe-Quioto           | sem título        | sem título      |
| 1947 | Ishikawa                    | sem título        | sem título      |
| 1948 | Fukuoka                     | Tóquio            | Kyoyo           |
| 1949 | Tóquio                      | Tóquio            | Tóquio          |
| 1950 | Aichi                       | Tóquio            | Tóquio          |
| 1951 | Inverno                     | Hokkaido          | Hokkaido        |
| 1951 | Hiroshima                   | Tóquio            | Tóquio          |
| 1952 | Inverno                     | Hokkaido          | Hokkaido        |
| 1952 | Fukushima e Miyagi Yamagata | Tóquio            | Tóquio          |
| 1953 | Inverno                     | Hokkaido          | Hokkaido        |
| 1953 | Shikoku                     | Tóquio            | Tóquio          |
| 1954 | Inverno                     | Hokkaido          | Hokkaido        |
| 1954 | Swimming                    | Nara              | Nara            |
| 1954 | Hokkaido                    | Tóquio            | Tóquio          |
| 1955 | Kanagawa                    | Tóquio            | Tóquio          |
| 1956 | Hyogo                       | Tóquio            | Tóquio          |
| 1957 | Shizuoka                    | Shizuoka          | Tóquio          |
| 1958 | Toyama                      | Tóquio            | Tóquio          |
| 1959 | Tóquio                      | Tóquio            | Tóquio          |
| 1960 | Kumamoto                    | Tóquio            | Tóquio          |
| 1961 | Akita                       | Tóquio            | Tóquio          |
| 1962 | Okayama                     | Tóquio            | Tóquio          |
| 1963 | Yamaguchi                   | Tóquio            | Tóquio          |
| 1964 | Niigata                     | Niigata           | Niigata         |
| 1965 | Gifu                        | Gifu              | Gifu            |
| 1966 | Oita                        | Oita              | Tóquio          |
| 1967 | Saitama                     | Saitama           | Saitama         |
| 1968 | Fukui                       | Fukui             | Tóquio          |
| 1969 | Nagasaki                    | Nagasaki          | Nagasaki        |
| 1970 | Iwate                       | Iwate             | Osaka           |
| 1971 | Wakayama                    | Wakayama          | Osaka           |
| 1972 | Kagoshima                   | Kagoshima         | Kagoshima       |
| 1973 | Chiba                       | Chiba             | Tóquio          |
| 1974 | Ibaraki                     | Ibaraki           | Ibaraki         |
| 1975 | Mie                         | Mie               | Mie             |
| 1976 | Saga                        | Saga              | Tóquio          |
| 1977 | Aomori                      | Aomori            | Aomori          |
| 1978 | Nagano                      | Nagano            | Nagano          |
| 1979 | Miyazaki                    | Miyazaki          | Miyazaki        |
| 1980 | Tochigi                     | Tochigi           | Tochigi         |
| 1981 | Shiga                       | Shiga             | Shiga           |
| 1982 | Shimane                     | Shimane           | Shimane         |
| 1983 | Gunma                       | Gunma             | Gunma           |
| 1984 | Nara                        | Nara              | Nara            |
| 1985 | Tottori                     | Tottori           | Tottori         |
| 1986 | Yamanashi                   | Yamanashi         | Yamanashi       |
| 1987 | Okinawa                     | Okinawa           | Okinawa         |
| 1988 | Quioto                      | Quioto            | Quioto          |
| 1989 | Hokkaido                    | Hokkaido          | Hokkaido        |
| 1990 | Fukuoka                     | Fukuoka           | Fukuoka         |
| 1991 | Ishikawa                    | Ishikawa          | Ishikawa        |
| 1992 | Yamagata                    | Ishikawa          | Ishikawa        |
| 1993 | Kagawa e Tokushima          | Kagawa            | Kagawa          |
| 1994 | Aichi                       | Aichi             | Aichi           |
| 1995 | Fukushima                   | Fukushima         | Fukushima       |
| 1996 | Hiroshima                   | Hiroshima         | Hiroshima       |
| 1997 | Osaka                       | Osaka             | Osaka           |
| 1998 | Kanagawa                    | Kanagawa          | Kanagawa        |
| 1999 | Kumamoto                    | Kumamoto          | Kumamoto        |
| 2000 | Toyama                      | Toyama            | Toyama          |
| 2001 | Miyagi                      | Miyagi            | Miyagi          |
| 2002 | Kochi                       | Tóquio            | Tóquio          |
| 2003 | Shizuoka                    | Shizuoka          | Shizuoka        |
| 2004 | Saitama                     | Saitama           | Saitama         |
| 2005 | Okayama                     | Okayama           | Okayama         |
| 2006 | Hyogo                       | Hyogo             | Hyogo           |
| 2007 | Akita                       | Akita             | Akita           |
| 2008 | Oita                        | Oita              | Oita            |
| 2009 | Niigata                     | Niigata           | Niigata         |
| 2010 | Chiba                       | Chiba             | Chiba           |
| 2011 | Yamaguchi                   | N/D               | N/D             |
| 2012 | Gifu                        | N/D               | N/D             |
| 2013 | Tóquio                      | N/D               | N/D             |
| 2014 | Nagasaki                    | N/D               | N/D             |

## Mascotes
- 2010-He Cheever(Cheever-kun)
- 2009-Bizarre e Bateu Pi
- 2008-Mejiron
- 2007-Sugitchi
- 2006-Tanpurofiru